# Amphiodia habilis
Amphiodia habilis är en ormstjärneart som beskrevs av Albuquerque et al. 200. Amphiodia habilis ingår i släktet Amphiodia och familjen trådormstjärnor. Inga underarter finns listade i Catalogue of Life.